# Myklebustskipet
Das Myklebustskipet (dt. Myklebust-Schiff) wurde 1874 in einem Grabhügel in Myklebust im norwegischen Ort Nordfjordeid im Fylke Vestland ausgegraben.
Mit einer Länge von über 30 m ist es das größte in Norwegen gefundene Wikingerschiff. Vermutlich wurde König Audbjørn von Fjordane in dem Schiff bestattet und verbrannt. In den Sagas wird erwähnt, dass Audbjørn Frøybjørnsson im Kampf gegen Harald Schönhaar, etwa 870 in der zweiten Schlacht von Solskjel in Nordmøre gefallen sei.
Bei den Ausgrabungen in dem 4,0 m hohen Grabhügel mit etwa 30 m Durchmesser fand der Archäologe Anders Lund Lorange (1847–1888) große Mengen Bootsnägel und 44 Schildbuckel (Skjoldbuler), Waffen und einen Bronzekessel mit den Gebeinen eines 30–35 Jahre alten Mannes. Außerdem wurden große Mengen Tierknochen aber keine Holzreste gefunden.
Durch den Schildbuckelfund kann geschlossen werden, dass das Schiff an jeder Seite 22 Schilde besaß und somit auch 22 Ruderlöcher. Geht man davon aus, dass jedes Ruder von zwei Mann bedient wurde, hatte das Schiff eine Mannschaftsstärke von rund 90 Mann. Das Schiff war wahrscheinlich von gleicher Bauart wie das Oseberg-Schiff aus dem 9. Jahrhundert.

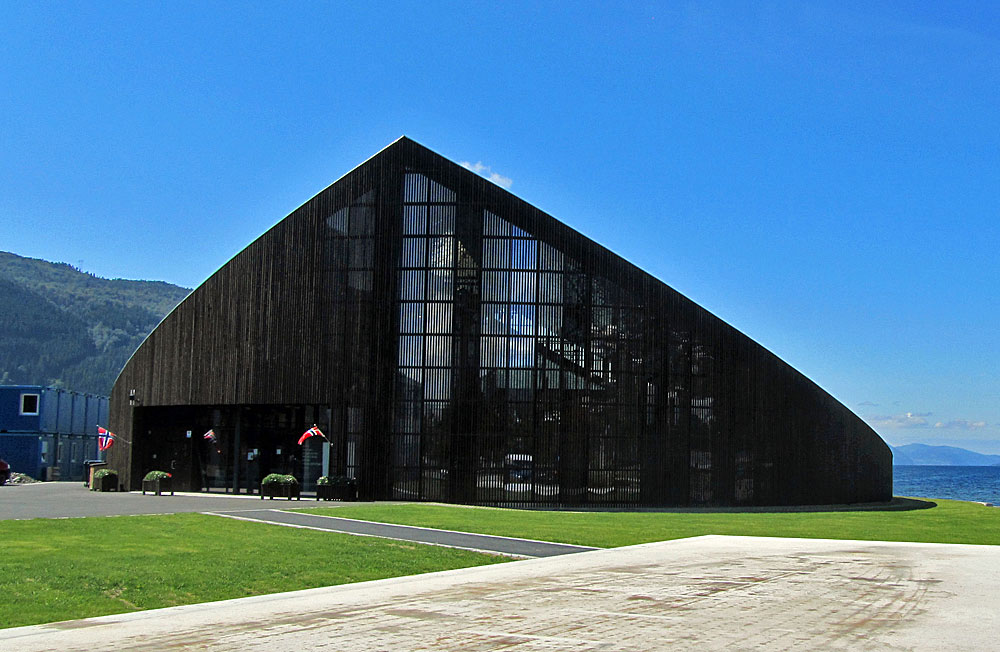
Museum Sagastad

Wie für Wikingerschiffe typisch, wurde auch das Myklebustskipet in Klinkerbauweise gebaut, bei der die Planken überlappten und mit Eisennieten vernietet wurden.

## Rekonstruktion des Myklebustskipet
Bootsbauer aus Bjørkedalen begannen im Herbst 2016 mit einer Rekonstruktion des Myklebust-Schiffes. Da vom Original wegen der Brandbestattung nur wenig Reste erhalten sind, kann nur vermutet werden, wie es tatsächlich ausgesehen hat. Der Myklebustskipet-Nachbau wurde im Frühjahr 2019 fertiggestellt. Nach der Fertigstellung wurde das Schiff auf dem Nordfjord zu Wasser gelassen und getestet. Laut Sagastad ist es „ein gutes Nutzschiff mit guten Manövriereigenschaften und liegt elegant auf dem Wasser“. Das Schiff ist dazu vorbereitet, aufgetakelt zu werden. Dieser Schritt wurde für später in Aussicht genommen. Sagastad plant das Schiff an Land zu lagern und nur zu Wasser zu lassen, um zunächst Rudertouren und bei entsprechender Ausrüstung auch Segeltörns zu veranstalten.

## Die Ausstellung Sagastad
Der Nachbau kann in einer Halle am Fjordufer in Nordfjordeid besichtigt werden.
Das Schiffsdeck darf betreten werden, das Anfassen des Schiffes ist ausdrücklich erlaubt. Die Ausstellung informiert auch über die Wikingerzeit und den Bootsbau. Für deutschsprachige Besucher wird eine App für das Smartphone angeboten. Über das kostenlose W-Lan kann der Besucher Erklärungen zu den einzelnen Stationen der Ausstellung in deutscher Sprache anhören.

## Fotogalerie

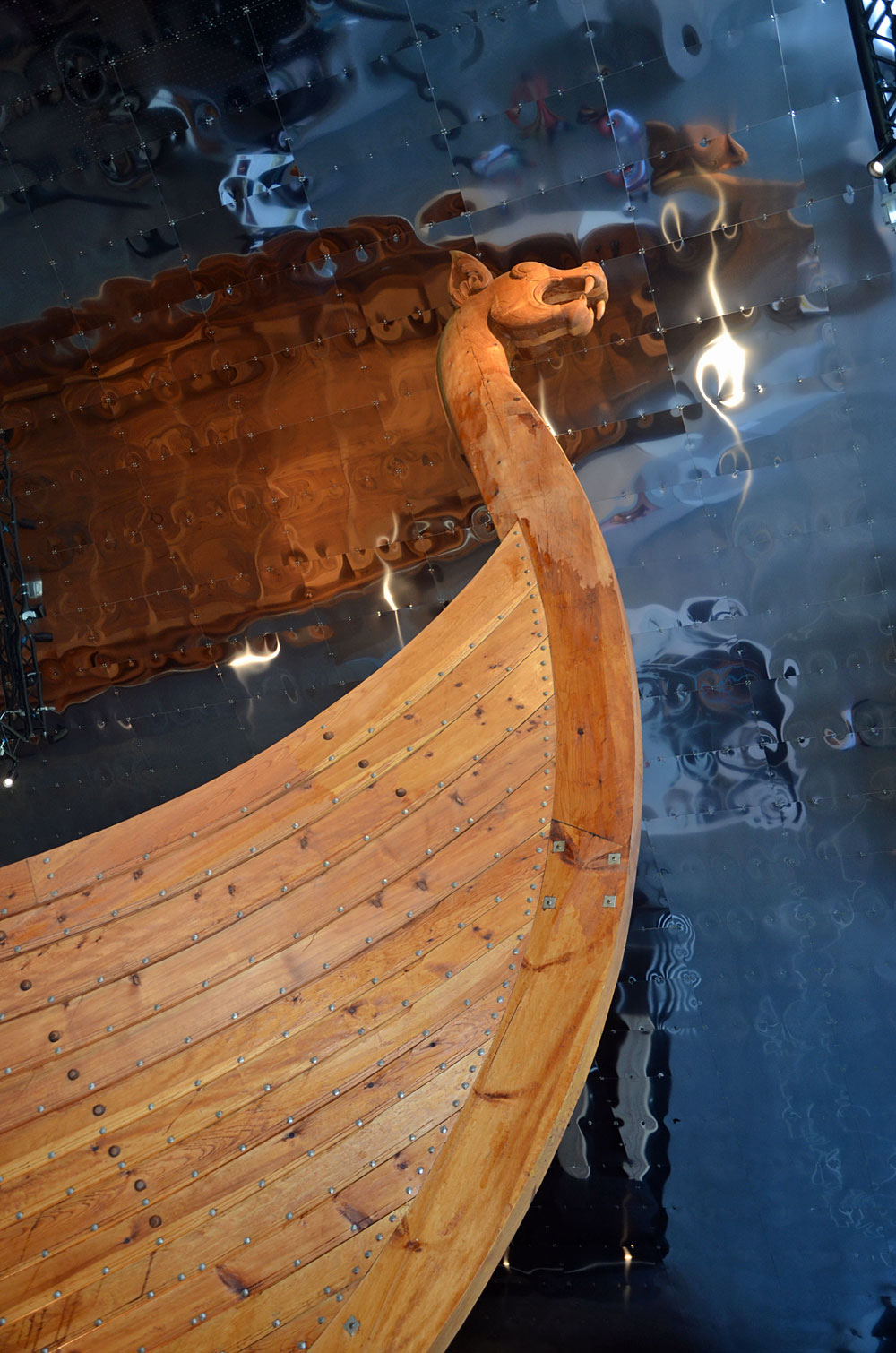
Bug
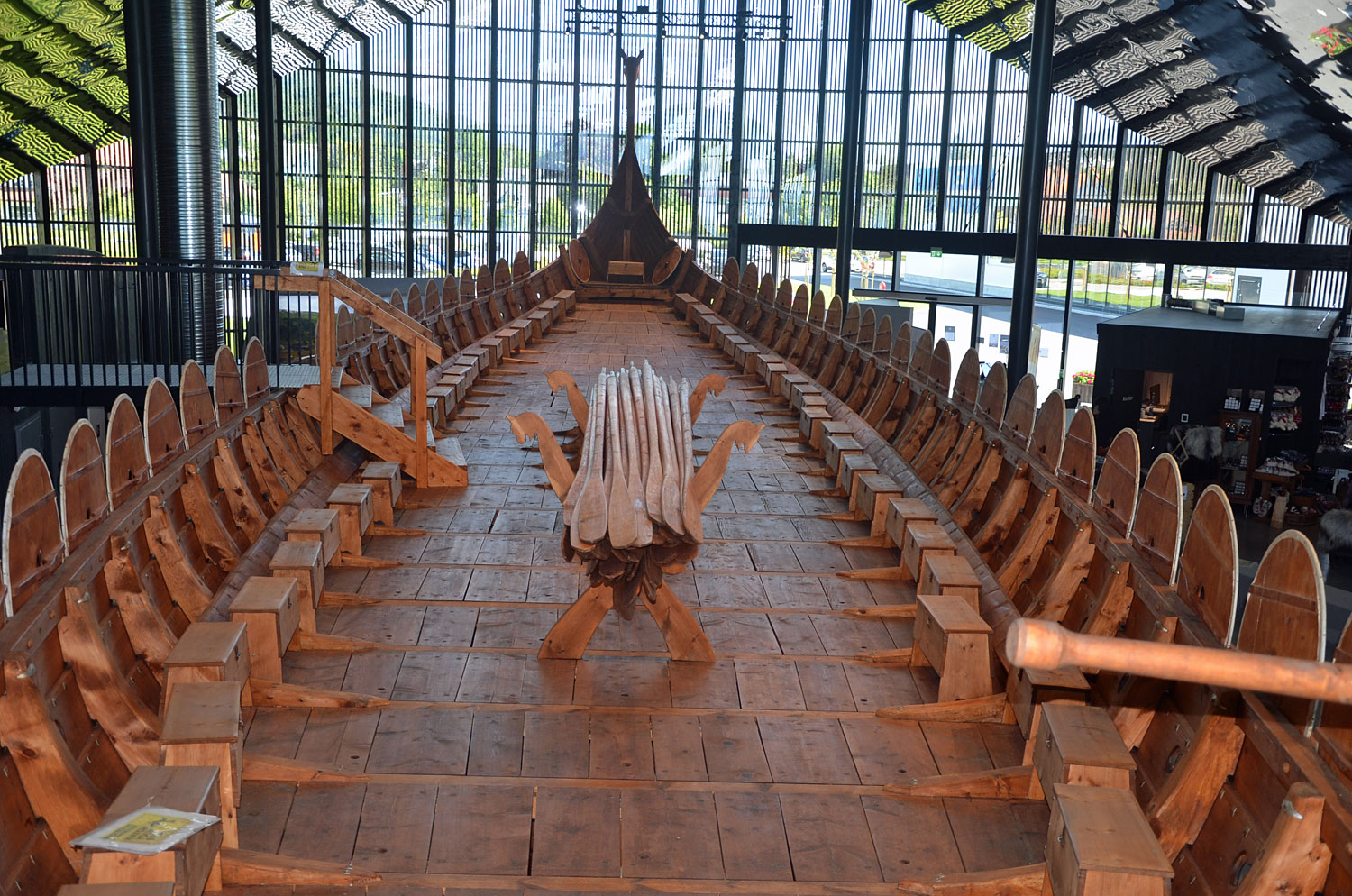
Deck des Myklebustskipet vom Heck aus gesehen.
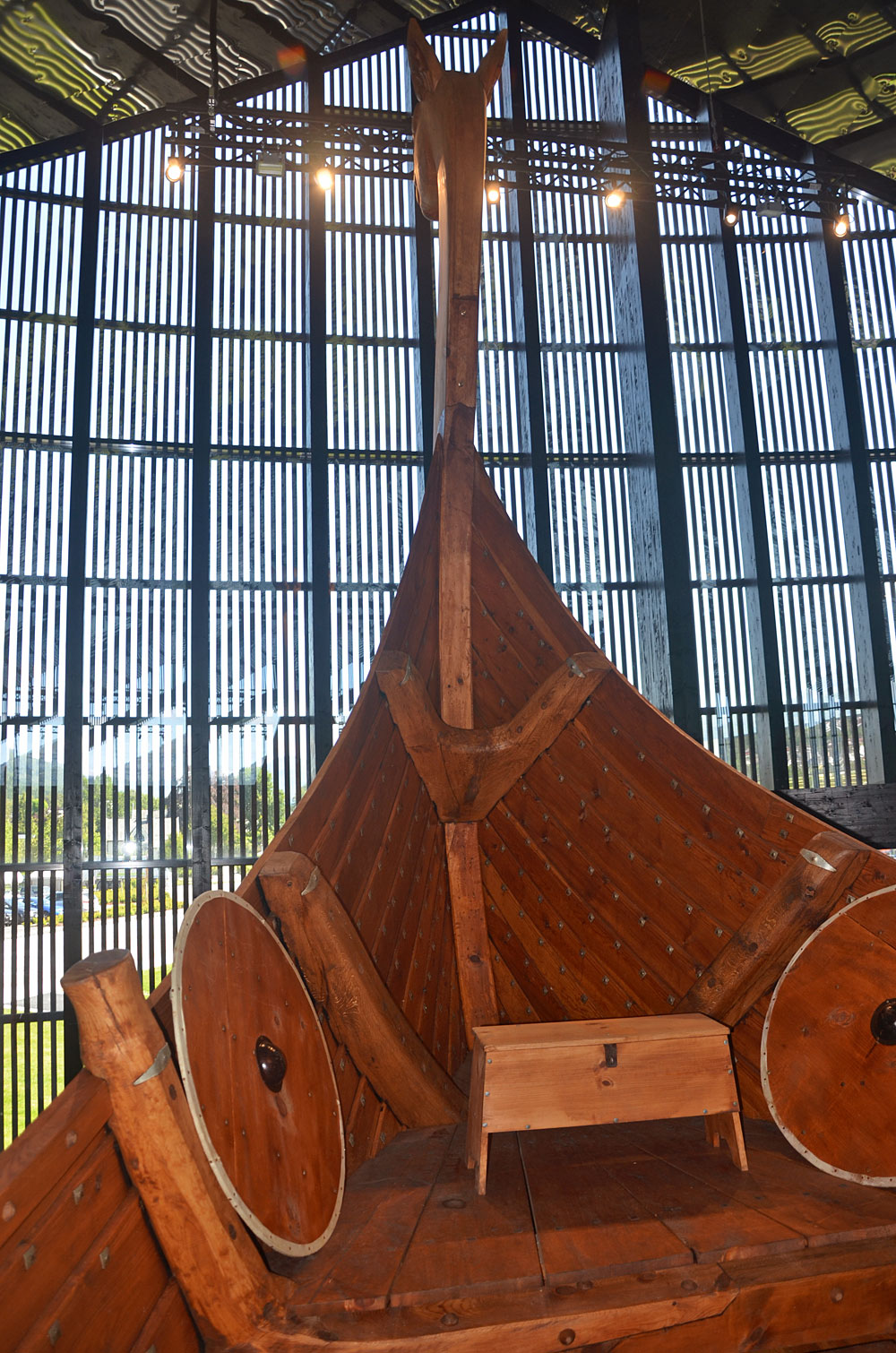
Bug
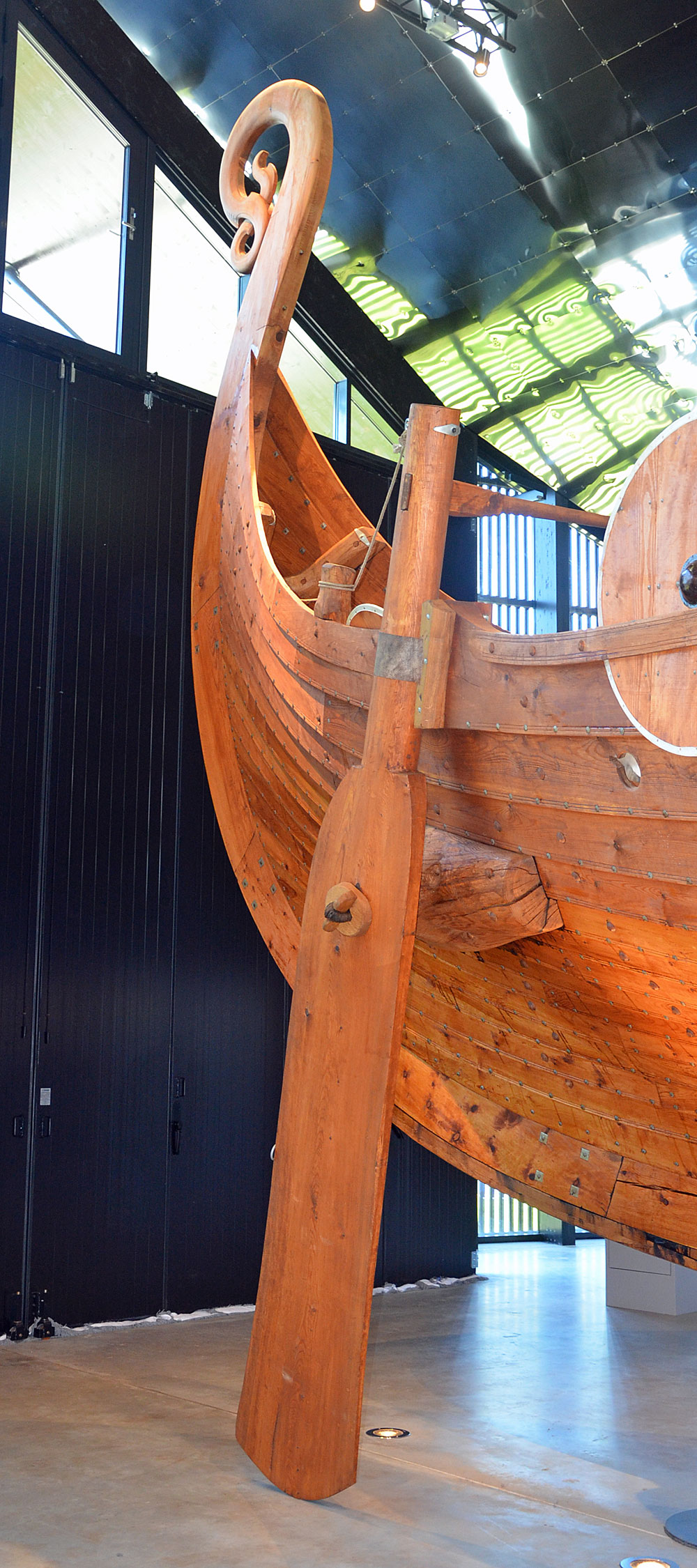
Heck mit Steuerruder
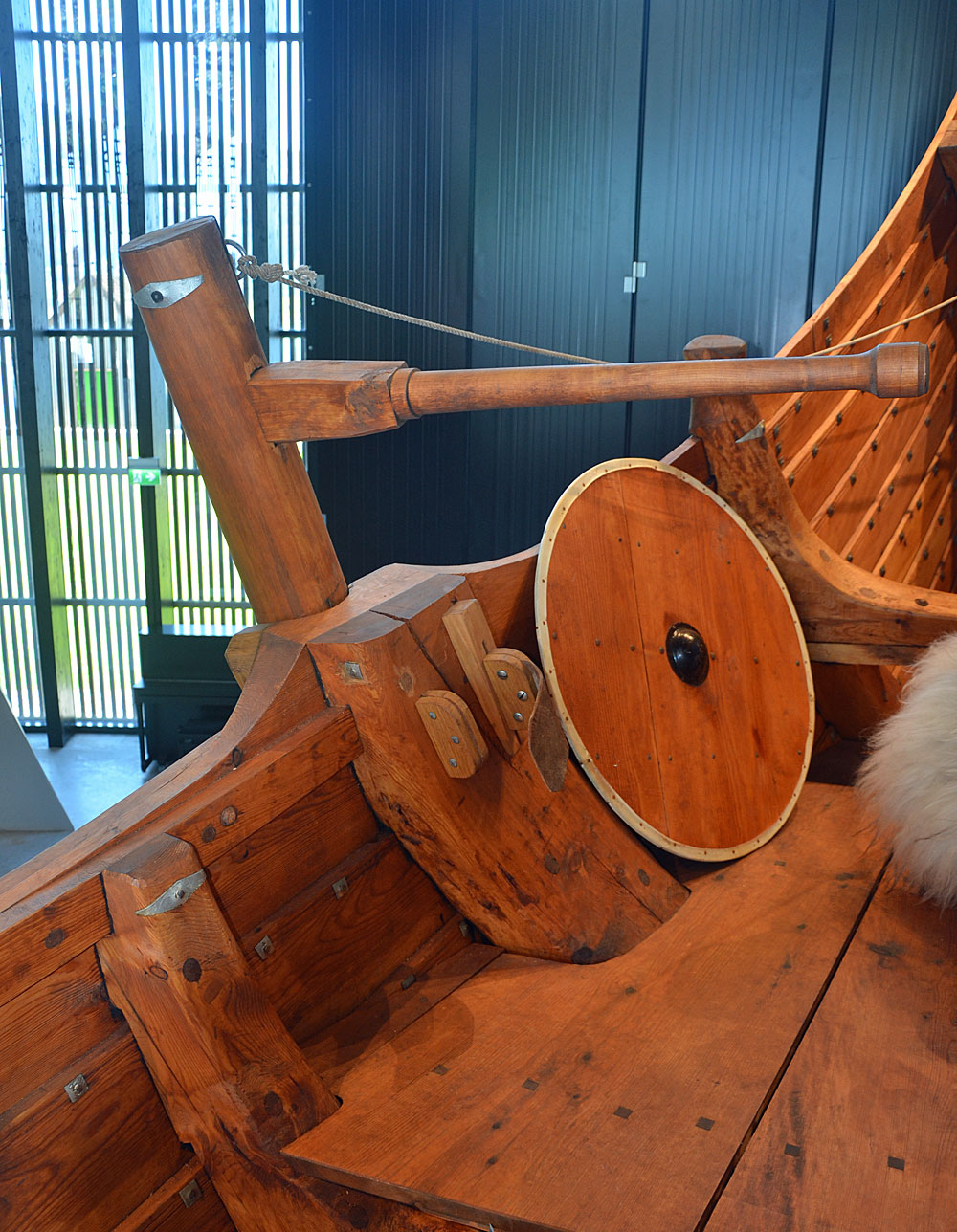
Steuerruder
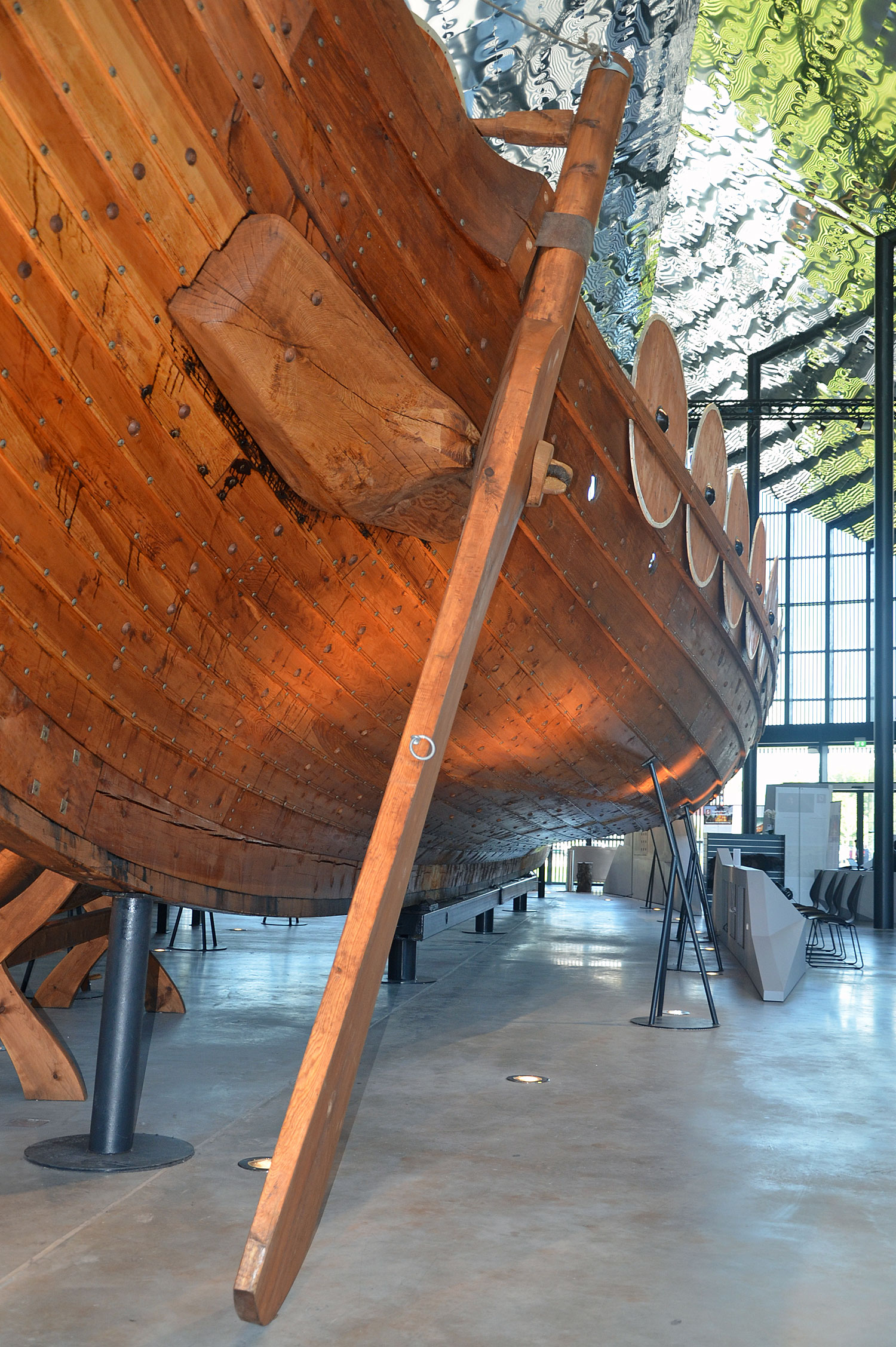
Rumpf mit dem Steuerruder
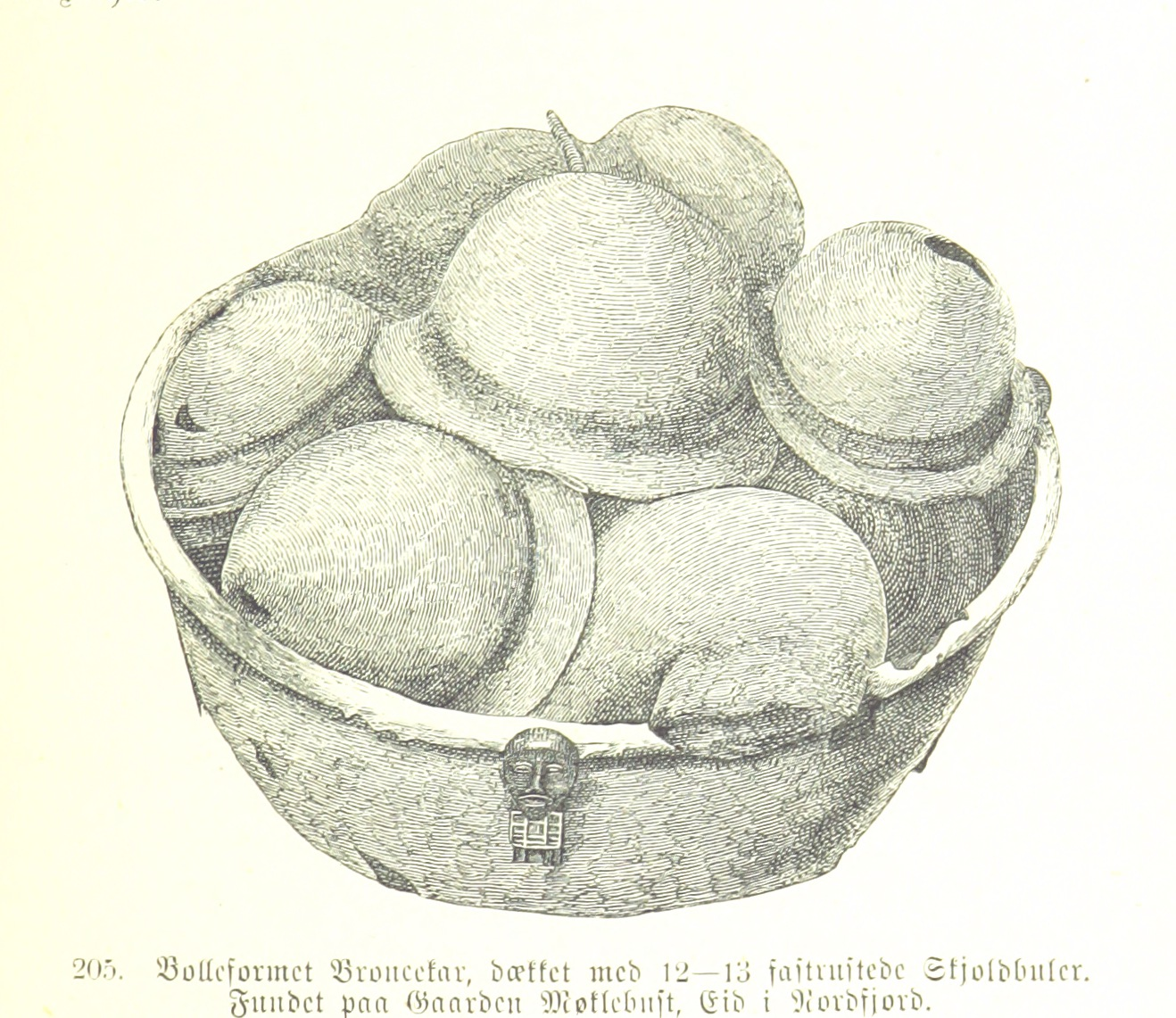
Kupferkessel mit zwölf Schildbuckel